# (32782) 1988 RX10
1988 RX10 (asteroide 32782) é um asteroide da cintura principal. Possui uma excentricidade de 0.14999890 e uma inclinação de 2.54218º.
Este asteroide foi descoberto no dia 14 de setembro de 1988 por Schelte J. Bus em Cerro Tololo.